# Gare de Den-en-chōfu
La gare de Den-en-chōfu (田園調布駅, Den'en Chōfu-eki) est une gare ferroviaire de la ville de Tokyo au Japon. Elle est située dans le quartier de Den-en-chōfu, dans l'arrondissement d'Ōta. La gare est gérée par la compagnie Tōkyū.

## Situation ferroviaire
La gare de Den-en-chōfu est située au point kilométrique (PK) 8,2 de la ligne Tōkyū Tōyoko et au PK 6,5 de la ligne Tōkyū Meguro.

## Histoire
La gare a été inaugurée le 28 août 1927.

## Services aux voyageurs

### Accès et accueil
La gare dispose d'un bâtiment voyageurs, avec guichets, ouvert tous les jours.

### Desserte
- Ligne Tōyoko :
  - voie 1 : direction Yokohama (interconnexion avec la ligne Minatomirai pour Motomachi-Chūkagai)
  - voie 4 : direction Shibuya (interconnexion avec la ligne Fukutoshin pour Kotake-Mukaihara et Wakōshi)
- Ligne Meguro :
  - voie 2 : direction Hiyoshi
  - voie 3 : direction Meguro (interconnexion avec la ligne Namboku pour Akabane-Iwabuchi ou avec la ligne Mita pour Nishi-Takashimadaira)